# Новороссийский округ
Новороссийский округ — административно-территориальная единица в составе Черноморской губернии Российской империи, существовавшая в 1896—1920 годах. Административный центр — город Новороссийск.

## География
Округ располагался на севере губернии, занимая узкую полосу между Главным Кавказским хребтом и Чёрным морем. Граничил на юге с Туапсинским округом, на севере с Таманским отделом, на востоке с Екатеринодарским отделом Кубанской области. Площадь округа — 1081,0 вёрст² (1230 км²).

### Современное состояние
На территории бывшего Новороссийского округа располагаются муниципальные образования «Город Новороссийск» и «Город-курорт Геленджик» Краснодарского края.

## История
Новороссийский округ образован в 1896 году в составе вновь образованной Черноморской губернии, в него вошла территория бывшего Новороссийского участка Черноморского округа Кубанской области.
11 мая 1920 года Черноморская губерния и все её округа были ликвидированы, на территории Новороссийского округа образованы Новороссийская и Геленджикская волости Черноморского округа Кубано-Черноморской области.

## Население
По данным переписи 1897 года в округе проживало 34 908 чел., в том числе мужчин — 34 776 чел. (60,5 %), женщин — 22 702 чел. (39,5 %). В городе Новороссийске проживало 16 897 чел.

## Административное деление
В 1913 году в округе было 8 волостных управлений:
| - Адербиевское - с. Адербиевка - Береговое - с. Береговое (Краснодарский край) - Васильевское — с. Борисовка - Геленджикское - г. Геленджик - Кабардинское - с. Кабардинка (Краснодарский край) - Кирилловское - с. Кирилловка (Новороссийск) - Прасковеевское - с. Прасковеевка - Пшадское - с. Пшада |